# Ermita del Salvador de Les Casotes
La antigua Ermita del Salvador, que forma parte del conjunto de Les Casotes, se halla en la partida de Benadressa, cerca de la rambla de la Viuda, en el municipio de Castellón de la Plana, en la comarca de la Plana Alta. Está catalogada de manera genérica como un Bien de Relevancia Local, según la Disposición Adicional Quinta de la Ley 5/2017, de 7 de Abril, de la Generalitat, de modificación de la Ley 4/1998, de 11 de Junio, del Patrimonio Cultural Valenciano, (DOGV núm. 8019 de 11/04/2017) con código: 12.040-9999-000099.

## Historia
La Antigua Ermita del Salvador forma parte del conjunto de Les Casotes, y no se puede entender la historia de esta sin entender la historia del conjunto. Durante el siglo XVIII, y como consecuencia de los ideales ilustrados, hubo múltiples intentos de colonizar algunas zonas de España y de aprovechar mejor los recursos naturales. Como consecuencia de esto, surgió la tendencia de colonizar y modernizar las partes más rurales. En el año 1731 el gobierno municipal de Castellón pidió permiso a Carlos III para redirigir las aguas sobrantes desaprovechadas del molino d'Ensaloni. El 22 de diciembre de 1747 su petición fue oficialmente aceptada. Tras ello, el ayuntamiento, los nobles, y terratenientes de la zona no se pusieron de acuerdo en cuanto al pago, y el proyecto se abandonó.

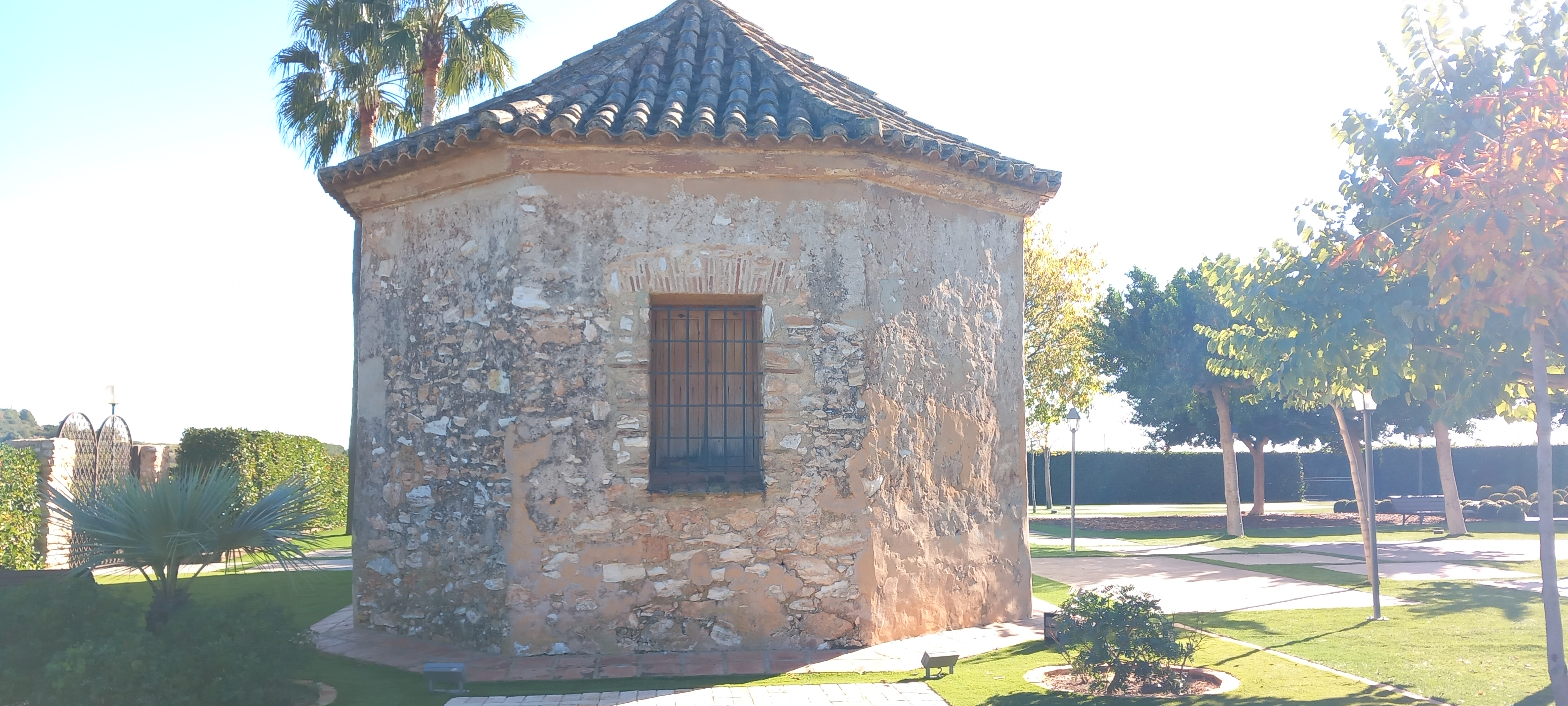
Parte trasera de la ermita

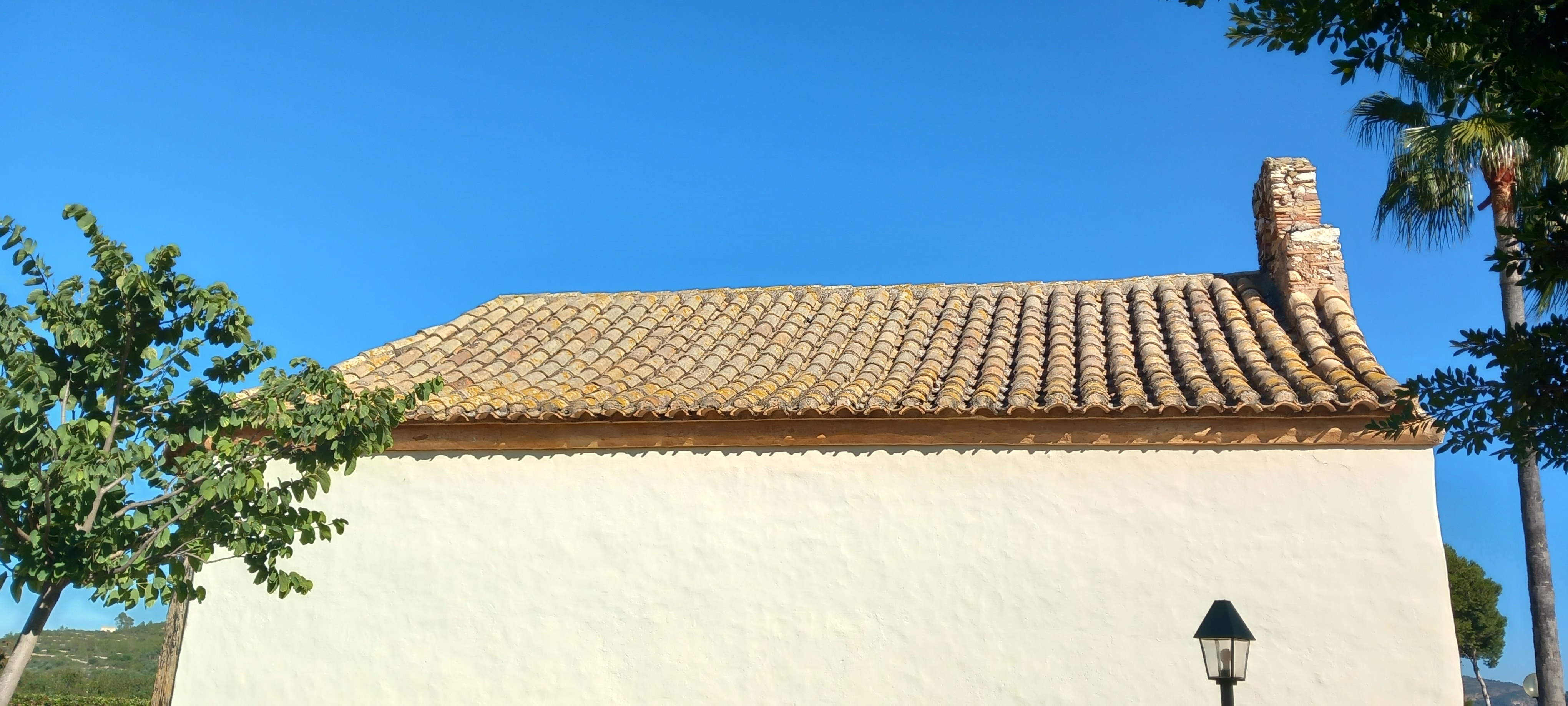
Vista lateral de la ermita

Salvador Catalá Tosquella, nacido en Castellón en 1720 y muerto en el mismo lugar en 1800, fue un avispado comerciante y exportador burgués qué al que llamaban “El mercader”. Interesado en la idea de la creación de nuevas poblaciones, en 1781 pidió al concejo real de Castilla del rey Carlos III el permiso para comprar las aguas sobrantes del molino d'Ensaloni. El 17 de mayo de ese mismo año recibió el permiso, y con esto se puso en acción. Primero construyó un molino, y en 1781 comienza la construcción de la masía del pueblo, la cual sería la casa del Burgués, y más tarde la de las casas de los habitantes. Las obras se dieron por finalizadas en 1782. Para la organización de las obras se contrato al arquitecto y matemático Juan de Roxas, el maestro de obras Josep Pujo y el maestro picapedrero Thomas Miner. El poblado fue habitado con 15 familias, y en 1783 el obispo de Tortosa dio su autorización para la construcción de la pequeña iglesia, la cual sería llamada con el nombre de su promotor, Salvador. Pero la cosa no duraría mucho, y tras muchas reclamaciones por parte de los dueños del molino d'Ensaloni, Salvador Catalá perdería gran parte de su fortuna, y el poblado sería subsecuentemente abandonado.
Años después, sería su nieta, Pasculina Catalá Climent, monja de clausura del convento de Santa Clara, quien conseguiría recuperar la propiedad de las tierras después de que se le reconociesen los derechos de propiedad. Tras esto, vendió el molino y las tierras a Francisco Renau “El Panero”. Tras esto, y hasta mediados del siglo XX, la ermita siguió en funcionando como lugar de culto. Después fue usada como pajar hasta su restauración en los años noventa. Actualmente se halla cerrada al público y forma parte del salón de banquetes de La Masía Les Casotes.

## Descripción
La ermita es de factura barroca, de una sola nave, de base rectangular y cabecera trapezoidal. Tiene dos arcos de medio punto rebajados y apoyados sobre pilastras, las cuáles soportan la cubierta. El altar tiene un frontón triangular, el cual remata la hornacina del retablo. El interior solía estar pintado en azul sobre un fondo blanco antes de la restauración. Solo tiene dos aperturas al exterior aparte de la entrada en forma de ventanas cuadradas, una en la fachada y otra en la cabecera. La fachada cuenta con una entrada adintelada, de madera, y cristal enrejado. Aparte de la ya mencionada ventana sobre de la puerta, encima de esta se halla un espacio vacío donde iría un retablo cerámico, y rematando la fachada se encuentra una pequeña campana. Los muros laterales y frontales han sido pintados y decorados, pero todavía se puede apreciar la mampostería original en la espadaña y la cabecera. El tejado está hecho de tejas morunas a dos aguas que forman un faldón triangular en la parte de la sacristía.